# Collegio elettorale di Olbia (Senato della Repubblica)
Il collegio di Olbia fu un collegio elettorale uninominale della Repubblica Italiana per l'elezione del Senato della Repubblica. Apparteneva alla circoscrizione Sardegna e fu utilizzato per eleggere un senatore nella XII, XIII e XIV legislatura.
Venne istituito nel 1993 con la cosiddetta Legge Mattarella (Legge n. 276, Norme per l'elezione del Senato della Repubblica), attuata in seguito al referendum abrogativo del 1993. La legge istituì per la Camera dei deputati e per il Senato della Repubblica un sistema di elezione misto, in parte maggioritario e in parte proporzionale. Il 75% dei parlamentari dell'assemblea veniva eletto in collegi uninominali tramite sistema maggioritario a turno unico; il restante 25% al Senato veniva eletto tramite recupero proporzionale dei più votati non eletti attraverso un meccanismo di calcolo denominato "scorporo", cioè sottraendo dal conteggio dei voti totali di una lista nella parte proporzionale i voti ottenuti dai candidati collegati alla medesima lista che erano eletti nei collegi uninominali con il sistema maggioritario.
Il collegio venne abolito insieme a tutti gli altri che costituivano il Senato con la promulgazione della legge elettorale successiva, la cosiddetta Legge Calderoli. Questa prevedeva un sistema proporzionale con premio di maggioranza, che al Senato veniva attribuito a livello regionale.

## Territorio
Il collegio di Olbia era uno dei 6 collegi uninominali in cui era suddivisa la Sardegna e, come previsto dal D.Lgs. del 20 dicembre 1993 n. 535, era compreso nelle province di Nuoro e Sassari e comprendeva i seguenti comuni: Aggius, Aglientu, Alà dei Sardi, Anela, Ardara, Arzachena, Badesi, Benetutti, Berchidda, Bitti, Bonnanaro, Bono, Bonorva, Bortigiadas, Borutta, Bottidda, Buddusò, Budoni, Bultei, Bulzi, Burgos, Calangianus, Castelsardo, Cheremule, Cossoine, Erula, Esporlatu, Galtellì, Giave, Golfo Aranci, Illorai, Irgoli, Ittireddu, La Maddalena, Laerru, Loculi, Lodè, Loiri Porto San Paolo, Lula, Luogosanto, Luras, Mara, Martis, Monti, Mores, Nughedu San Nicolò, Nule, Nulvi, Olbia, Onanì, Onifai, Orosei, Orune, Oschiri, Osidda, Ozieri, Padria, Palau, Pattada, Perfugas, Posada, Pozzomaggiore, San Teodoro, Sant'Antonio di Gallura, Santa Maria Coghinas, Santa Teresa Gallura, Sedini, Semestene, Siniscola, Telti, Tempio Pausania, Tergu, Thiesi, Torpè, Torralba, Trinità d'Agultu e Vignola, Tula, Valledoria e Viddalba. 

## Eletti
| Elezione | Elezione | Senatore           | Partito                    |
| -------- | -------- | ------------------ | -------------------------- |
|          | 1994     | Giuseppe Mulas     | Polo del Buon Governo (AN) |
|          | 1996     | Giovanni Murineddu | L'Ulivo (FL)               |
|          | 2001     | Giuseppe Mulas     | Casa delle Libertà (AN)    |

## Dati elettorali

### XII legislatura
|                               | Giuseppe Mulas ✔️ Eletto      | Polo del Buon Governo                 | 38 749  | 30,48 |  |  |  |  |  |
|                               | Pietro Tamponi ✔️ Eletto      | Patto per l'Italia                    | 33 414  | 26,28 |  |  |  |  |  |
|                               | Sebastiano Caria              | Progressisti                          | 30 001  | 23,60 |  |  |  |  |  |
|                               | Antonino Demuru               | Partito Sardo d'Azione                | 18 789  | 14,78 |  |  |  |  |  |
|                               | Sebastiano Cumpostu           | Partidu Sardu Indipendentista         | 4 547   | 3,58  |  |  |  |  |  |
|                               | Salvatore Battista Orecchioni | Movimento per la Democrazia - La Rete | 1 631   | 1,28  |  |  |  |  |  |
| Totale                        | Totale                        | Totale                                | 127 131 | 100   |  |  |  |  |  |
|                               |                               |                                       |         |       |  |  |  |  |  |
| Voti non validi               | Voti non validi               | Voti non validi                       | 13 817  | 9,80  |  |  |  |  |  |
| Votanti                       | Votanti                       | Votanti                               | 140 948 | 80,57 |  |  |  |  |  |
| Elettori                      | Elettori                      | Elettori                              | 174 948 |       |  |  |  |  |  |
|                               |                               |                                       |         |       |  |  |  |  |  |
| Data: 27-28 marzo 1994        |                               |                                       |         |       |  |  |  |  |  |
| Fonte: Ministero dell'interno |                               |                                       |         |       |  |  |  |  |  |

### XIII legislatura
|                               | Giovanni Pietro Murineddu ✔️ Eletto | L'Ulivo-Partito Sardo d'Azione | 63 907  | 50,94 |  |  |  |  |  |
|                               | Giuseppe Mulas ✔️ Eletto            | Polo per le Libertà            | 54 659  | 43,56 |  |  |  |  |  |
|                               | Sebastiano Cumpostu                 | Sardigna Natzione              | 6 900   | 5,50  |  |  |  |  |  |
| Totale                        | Totale                              | Totale                         | 125 466 | 100   |  |  |  |  |  |
|                               |                                     |                                |         |       |  |  |  |  |  |
| Voti non validi               | Voti non validi                     | Voti non validi                | 11 543  | 8,42  |  |  |  |  |  |
| Votanti                       | Votanti                             | Votanti                        | 137 009 | 75,15 |  |  |  |  |  |
| Elettori                      | Elettori                            | Elettori                       | 182 306 |       |  |  |  |  |  |
|                               |                                     |                                |         |       |  |  |  |  |  |
| Data: 21 aprile 1996          |                                     |                                |         |       |  |  |  |  |  |
| Fonte: Ministero dell'interno |                                     |                                |         |       |  |  |  |  |  |

### XIV legislatura
|                               | Giuseppe Mulas ✔️ Eletto            | Casa delle Libertà                                      | 59 828  | 44,16 |  |  |  |  |  |
|                               | Giovanni Pietro Murineddu ✔️ Eletto | L'Ulivo                                                 | 56 584  | 41,77 |  |  |  |  |  |
|                               | Gavino Sale                         | Partito Sardo d'Azione-Sardigna Natzione Indipendentzia | 6 626   | 4,89  |  |  |  |  |  |
|                               | Elio Attilio Bua                    | Partito della Rifondazione Comunista                    | 6 343   | 4,68  |  |  |  |  |  |
|                               | Quinto Puddu                        | Lista Di Pietro                                         | 4 484   | 3,31  |  |  |  |  |  |
|                               | Ennio Bazzoni                       | Lista Pannella-Bonino                                   | 1 605   | 1,18  |  |  |  |  |  |
| Totale                        | Totale                              | Totale                                                  | 135 470 | 100   |  |  |  |  |  |
|                               |                                     |                                                         |         |       |  |  |  |  |  |
| Voti non validi               | Voti non validi                     | Voti non validi                                         | 11 564  | 7,86  |  |  |  |  |  |
| Votanti                       | Votanti                             | Votanti                                                 | 147 034 | 76,45 |  |  |  |  |  |
| Elettori                      | Elettori                            | Elettori                                                | 192 333 |       |  |  |  |  |  |
|                               |                                     |                                                         |         |       |  |  |  |  |  |
| Data: 13 maggio 2001          |                                     |                                                         |         |       |  |  |  |  |  |
| Fonte: Ministero dell'interno |                                     |                                                         |         |       |  |  |  |  |  |